# Château de Beccoire
Le château de Beccoire est un ancien château royal, aujourd'hui à l'état de vestiges, construit sur ordre de Saint Louis au XIIIe siècle au-dessus de Bredons, actuellement sur la commune d'Albepierre-Bredons, dans le département du Cantal, en France.

## Description
Actuellement à l'état de vestige.

## Historique
C'était un château royal, qui a servi de siège ambulant du Bailliage des Montagnes d'Auvergne.